# Alejo Zavala Castro
Alejo Zavala Castro (Galeana, 31 de dezembro de 1941) é um ministro católico romano e bispo emérito de Chilpancingo-Chilapa.
Alejo Zavala Castro foi ordenado sacerdote em 17 de dezembro de 1966.
Em 4 de janeiro de 1992, o Papa João Paulo II o nomeou primeiro bispo da Diocese de Tlapa, que foi criada na mesma data. A consagração episcopal doou-lhe o núncio apostólico no México, Girolamo Prigione, em 25 de março do mesmo ano; Os co-consagradores foram Rafael Bello Ruiz, Arcebispo de Acapulco, e Efrén Ramos Salazar, ex-bispo de Chilpancingo-Chilapa.
Foi nomeado Bispo de Chilpancingo-Chilapa em 19 de novembro de 2005 e tomou posse em 14 de fevereiro do ano seguinte.
O Papa Francisco aceitou sua renúncia antecipada em 20 de junho de 2015.